# Teucholabis (Teucholabis) homilacantha
Teucholabis (Teucholabis) homilacantha is een tweevleugelige uit de familie steltmuggen (Limoniidae). De soort komt voor in het Neotropisch gebied.